# King of Mask Singer
King of Mask Singer (im Original Mystery Eumakshow Bokmyeongawang) ist eine Musiksendung des südkoreanischen Fernsehsenders MBC, die von Kim Sung-joo moderiert wird. Das Format entwickelte sich international erfolgreich und wurde auch anderen Ländern lizenziert, darunter in Deutschland als The Masked Singer.

## Format
Die Sendung ist ein Gesangswettbewerb. Es treten stets je zwei Sänger gegeneinander in drei Runden an. Dabei tragen sie Masken, um ihre Identität zu verbergen. Das soll verhindern, dass die Zuschauer durch Faktoren wie Beliebtheit, Karriere und Alter beeinflusst werden. Die Masken werden von Hwang Jae-geun entworfen. 
In der ersten Runde singen die Wettstreiter gemeinsam ein Lied. In der zweiten und dritten Runde singen sie alleine. Die Sieger werden von den Zuschauern und einer Jury gewählt. Die Auswertung erfolgt umgehend. Die Teilnehmer tragen die Masken so lange, bis sie ein Duell verlieren. Dann werden sie demaskiert. 
Der jeweilige Sieger des Duells fordert daraufhin den vorhergehenden Sieger heraus. Gewinnt der Herausforderer, wird er zum neuen Mask King. Ha Hyun-woo von der Band Guckkasten konnte neunmal in Folge gewinnen, so häufig wie kein anderer. Die Sängerin Son Seung-yeon gewann achtmal in Folge.
An der Sendung nahmen sowohl Mitglieder von Bands, Balladensänger als auch K-Pop-Idole teil. In der Jury waren bekannte Komiker vertreten.